# Мон-Руаяль
Мон-Руая́ль (фр. Mont Royal, [mɔ̃ ʁwajal]) — гора у місті Монреаль у Канаді, на заході Даунтауна Монреаля в провінції Квебек. Назва гори перекладається як «Королівська гора».
Гора є одним із семи Монтерегійських пагорбів, розташованих між горами Аппалачі та Лаврентійськими горами. Від латиномовної назви гори, Monte Regius, походить назва цих семи пагорбів. Гора складається з трьох вершин: Колін-де-ла-Круа (233 м), Колін-д'Утремон (211 м) та Вестмаунт (201 м).
На горі розташовані однойменні цвинтар та пам'ятник у формі хреста, а на схилі — Монреальський університет.